# 島田信用金庫
島田信用金庫（しまだしんようきんこ、英語：Shimada Shinkin Bank）は、かつて静岡県島田市に本店を置いていた信用金庫である。略称は、「しましん」である。
2017年11月29日、掛川信用金庫と2019年3月を目処に対等合併すると発表した。新金庫の名称は「島田掛川信用金庫」とし、手続き上、掛川信金を存続金庫とするほか、掛川信金本店を新金庫の本店とすることも発表した。また役員人事では、新金庫の理事長に掛川の伊藤理事長、会長に島田の市川理事長がそれぞれ就任する。

## 沿革
- 1929年6月 - 有限責任島田信用組合として設立する。
- 1943年7月 - 市街地信用組合法に基づき、島田信用組合に改組する。
- 1950年4月 - 中小企業等協同組合法に基づく信用組合に改組する。
- 1951年10月 - 信用金庫法に基づき、島田信用金庫となる。
- 2019年6月 - 掛川信用金庫と合併し、解散。